# Jānis Lipke
Jānis (Žanis) Lipke (ur. 1 lutego 1900 w Mitawie, zm. 14 maja 1987 w Rydze) – łotewski robotnik portowy, Sprawiedliwy wśród Narodów Świata.

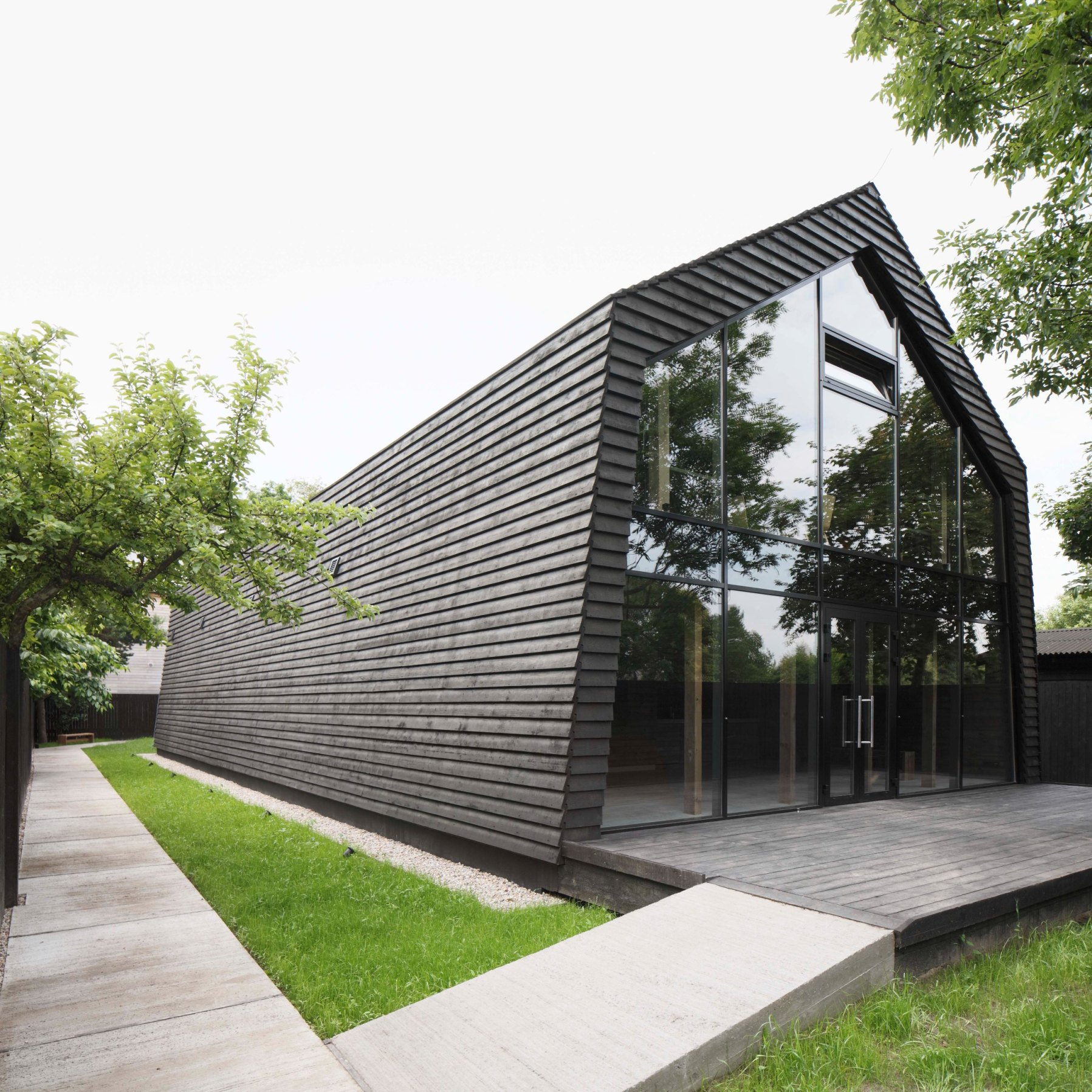
Miejsce pamięci Žaņisa Lipke – Muzem, Ryga (Łotwa).

## Biogram
Pracował jako robotnik w ryskim porcie przeładunkowym. W 1941 zdecydował się podjąć pracę jako dostawca dla Luftwaffe, by pomagać łotewskim Żydom. Oblicza się, że do października 1944 – daty wkroczenia Armii Czerwonej do Rygi – uratował 56 Żydów, ewakuując ich z ryskiego getta, co stanowi ponad 1/8 ogółu ocalałych z Holocaustu na Łotwie. Z pomocą rodziny i sąsiadów, organizował różne rodzaje kryjówek (np. piwnice domów w Rydze, wiejskie domy w okolicach Dobele...) oraz system dostarczania pożywienia, gazet itp. dla prześladowanych. Pierwszą uratowaną przez niego osobą był przyjaciel rodziny – Chaim (Arke) Smoljanski, mieszkający z żoną i dziećmi w getcie. Jānis Lipke wraz z żoną, Johanną Lipke, za swoją bohaterską postawę wobec Holokaustu, otrzymali odznaczenie Sprawiedliwych wśród Narodów Świata.

## Muzeum
Z inicjatywy Māris Gailisa, łotewskiego polityka i przedsiębiorcy, w pobliżu domu bohatera w dniu 30.06 2013 roku  zostało uroczyście otwarte Miejsce Pamięci Žanisa Lipke – Muzeum. W ceremonii brali udział prezydenci: Łotwy (Andris Bērziņš) i Izraela (Szimon Peres).

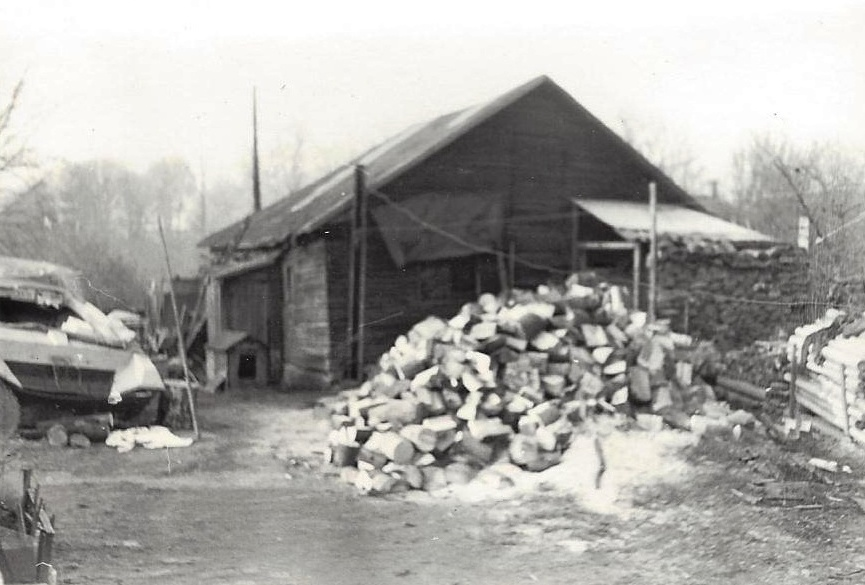
Szopa przy domu Žaņisa Lipke, pod którą znajdowała się kryjówka; stan z lat. 70. XX wieku.

Łotewska architektka Zaiga Gaile postarała się formą Czarnej Szopy zarówno odtworzyć atmosferę kryjówki, jak i stworzyć przestrzeń do refleksji dla zwiedzających, przywołując w projekcie Arkę Noego.

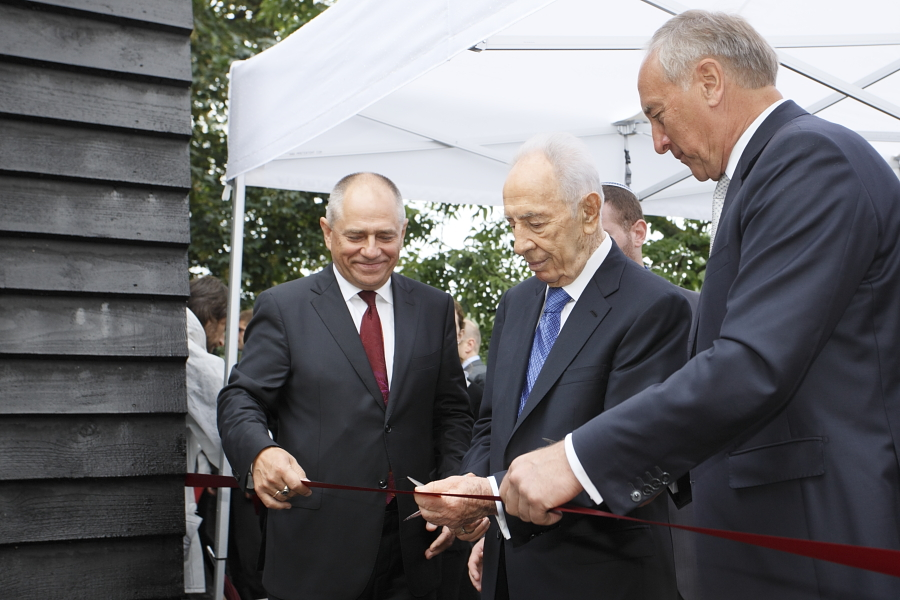
Uroczyste otwarcie Miejsca Pamięci.

Muzeum zostało nominowane do Europejskiego Muzeum Roku 2016 (EMYA).